# Helina mandschurica
Helina mandschurica är en tvåvingeart som beskrevs av Willi Hennig 1957. Helina mandschurica ingår i släktet Helina och familjen husflugor. Inga underarter finns listade i Catalogue of Life.